# Eatoniella smithae
Eatoniella smithae är en snäckart som beskrevs av Winston F. Ponder 1965. Eatoniella smithi ingår i släktet Eatoniella och familjen Eatoniellidae. Inga underarter finns listade i Catalogue of Life.